# Кубок Латвии по футболу 2010/2011
Ку́бок Ла́твии по футбо́лу 2010/11 го́да — 69-й розыгрыш Кубка Латвии по футболу.

## 1/64 финала
Группа «А» (Видземе, Северо-Восток, Латгале, Рига)
| Дата       | Хозяева               | Счёт         | Гости                      |
| ---------- | --------------------- | ------------ | -------------------------- |
| 11.07.2010 | Плявиняс ДМ           | 4:2          | Стайцелес Бебри            |
| 11.07.2010 | ДЮСШ Смилтене         | 2:1          | Илуксте                    |
| 14.07.2010 | Стамериена            | 7:1          | Приекули                   |
| 14.07.2010 | ДЮСШ Прейльского края | 7:1          | Эргли                      |
| 17.07.2010 | Упесциемс             | 1:1 (п. 4:5) | Балву Вилки/Марупе (Балви) |
| 25.07.2010 | Валка                 | 1:0          | Екабпилс                   |
| 25.07.2010 | Алуксне               | 7:2          | Албертс (Рига)             |

- ОСЦ/ФК 33 (Огре) — по результатам жеребьёвки проходит дальше.

Группа «Б» (Курземе, Земгале, Рига)
| Дата       | Хозяева             | Счёт | Гости           |
| ---------- | ------------------- | ---- | --------------- |
| 18.07.2010 | Варавиксне (Лиепая) | 4:1  | Тукума Брали    |
| 20.07.2010 | Озолниеки           | 1:3  | Саласпилс       |
| 22.07.2010 | Бауска              | 5:2  | Иманта (Рига)   |
| 26.07.2010 | Олайне              | 5:2  | Виесулис (Рига) |

## 1/32 финала
| Дата       | Хозяева                    | Счёт | Гости                 |
| ---------- | -------------------------- | ---- | --------------------- |
| 15.08.2010 | ОСЦ/ФК 33 (Огре)           | 5:1  | Плявиняс ДМ           |
| 15.08.2010 | Стамериена                 | 3:0  | Олайне                |
| 18.08.2010 | Саласпилс                  | 4:1  | ДЮСШ Прейльского края |
| 22.08.2010 | Балву Вилки/Марупе (Балви) | 0:1  | Варавиксне (Лиепая)   |
| 22.08.2010 | Алуксне                    | 4:5  | ДЮСШ Смилтене         |
| 22.08.2010 | Бауска                     | 0:4  | Валка                 |

## Матчи за право играть в 1/16 финала
| Дата       | Хозяева          | Счёт | Гости               |
| ---------- | ---------------- | ---- | ------------------- |
| 29.08.2010 | ОСЦ/ФК 33 (Огре) | 0:3  | Спартак (Юрмала)    |
| 29.08.2010 | МЕТТА/ЛУ (Рига)  | 4:0  | Варавиксне (Лиепая) |
| 09.09.2010 | Стамериена       | 7:2  | ДЮСШ Смилтене       |

## 1/16 финала
| Дата       | Хозяева          | Счёт | Гости              |
| ---------- | ---------------- | ---- | ------------------ |
| 18.09.2010 | Гулбене 2005     | 5:1  | Юрмала             |
| 18.09.2010 | Ауда (Кекава)    | 0:3  | Даугава/РФШ (Рига) |
| 18.09.2010 | Валмиера         | 6:1  | Кулдига            |
| 18.09.2010 | МЕТТА/ЛУ (Рига)  | 7:3  | Тукумс 2000/ТСШ    |
| 19.09.2010 | Валка            | 2:3  | Саласпилс          |
| 19.09.2010 | Спартак (Юрмала) | 4:1  | Стамериена         |

## 1/8 финала
| Дата       | Хозяева            | Счёт         | Гости                |
| ---------- | ------------------ | ------------ | -------------------- |
| 26.09.2010 | Олимп/РФШ (Рига)   | 0:0 (п. 6:7) | Юрмала-VV            |
| 26.09.2010 | Даугава/РФШ (Рига) | 3:1          | Транзит (Вентспилс)  |
| 26.09.2010 | Гулбене 2005       | 2:3          | Сконто (Рига)        |
| 26.09.2010 | Блазма (Резекне)   | 0:1          | Металлург (Лиепая)   |
| 26.09.2010 | Саласпилс          | 0:10         | Даугава (Даугавпилс) |
| 10.10.2010 | Валмиера           | 0:0 (п. 7:6) | Яуниба (Рига)        |
| 10.10.2010 | Спартак (Юрмала)   | 1:2          | Вентспилс            |
| 20.10.2010 | МЕТТА/ЛУ (Рига)    | 1:2          | Елгава               |

## 1/4 финала
| Дата       | Хозяева            | Счёт         | Гости                |
| ---------- | ------------------ | ------------ | -------------------- |
| 19.03.2011 | Сконто (Рига)      | 0:0 (п. 0:3) | Даугава (Даугавпилс) |
| 20.03.2011 | Елгава             | 0:1          | Металлург (Лиепая)   |
| 26.03.2011 | Юрмала-VV          | 3:1          | Валмиера             |
| 26.03.2011 | Даугава/РФШ (Рига) | 1:2          | Вентспилс            |

## 1/2 финала
| Дата       | Хозяева              | Счёт        | Гости     |
| ---------- | -------------------- | ----------- | --------- |
| 30.03.2011 | Даугава (Даугавпилс) | 0:2         | Вентспилс |
| 30.03.2011 | Металлург (Лиепая)   | 2:1 (д. в.) | Юрмала-VV |

## Финал
| Дата       | Хозяева   | Счёт | Гости              |
| ---------- | --------- | ---- | ------------------ |
| 15.05.2011 | Вентспилс | 3:1  | Металлург (Лиепая) |

| 15 мая 2011                        | \| Вентспилс \| 3:1 (2:0) протокол \| Металлург (Лиепая) \| \| Лайзанс 35′ · Абдултаофик 44′, 71′ \| Голы \| Емелин 78′ (пен.) \| | Стадион «Сконто», Рига Зрителей: 1112 Судья: Андрис Трейманис (Кулдига) |
| Вентспилс                          | 3:1 (2:0) протокол | Металлург (Лиепая)                                                      |
| Лайзанс 35′ · Абдултаофик 44′, 71′ | Голы | Емелин 78′ (пен.)                                                       |

| Обладатель Кубка Латвии 2010/11 |
| ------------------------------- |
| «Вентспилс» 5-й титул           |